# Morozzo
Morozzo é uma comuna italiana da região do Piemonte, província de Cuneo, com cerca de 1.979 habitantes. Estende-se por uma área de 21 km², tendo uma densidade populacional de 94 hab/km². Faz fronteira com Beinette, Castelletto Stura, Cuneo, Margarita, Mondovì, Montanera, Rocca de' Baldi, Sant'Albano Stura.

## Demografia
| Variação demográfica do município entre 1861 e 2011                               |
|                                                                                   |
| Fonte: Istituto Nazionale di Statistica (ISTAT) - Elaboração gráfica da Wikipedia |